# Kate Mosse
Pour les articles homonymes, voir Mosse.
Ne doit pas être confondue avec le mannequin britannique, Kate Moss.
Kate Mosse CBE, née le 20 octobre 1961 dans le Sussex en Angleterre, est une romancière britannique.

## Biographie

### Enfance et Famille
Née dans le Sussex, elle fait ses classes au Chichester High School  et au New College, d'Oxford. C'est là qu'elle rencontre son futur mari, Greg Mosse. Après avoir obtenu son diplôme, elle travaille pendant sept ans dans l'édition.

### L'écrivain
En 1996, elle publie son premier roman, Eskimo Kissing, suivi en 1998 par Crucifix Lane. De 1998 à 2001, elle occupe le poste de directrice exécutive du Chichester Festival Theatre. Parallèlement, elle poursuit ses recherches pour son nouveau roman.
En 2005, elle connait  un succès international avec son roman Labyrinthe, une histoire d'aventure se déroulant au Moyen Âge et dans le présent avec pour cadre principal la Cité et la ville de Carcassonne où elle réside également. En 2006, elle  remporte un British Book Award pour son livre Labyrinthe dans la catégorie "Richard & Judy's Best Read".
En octobre 2007, elle publie Sépulcre.
En janvier 2010, parution de son troisième roman traduit en français, Fantômes d'hiver. Elle publie en 2019, le premier volume d'une nouvelle tétralogie « The Burning Chambers », dont l'intrigue se déroule à Carcassonne, Puivert, Toulouse, Paris, Chartres et Amsterdam, pendant les guerres de Religion, suivi en 2021 par « The City of Tears ».
Engagée contre le Brexit elle participe au « Friendship Tour » en 2019 avec les écrivains Ken Follett, Jojo Moyes et Lee Child.

## Distinctions

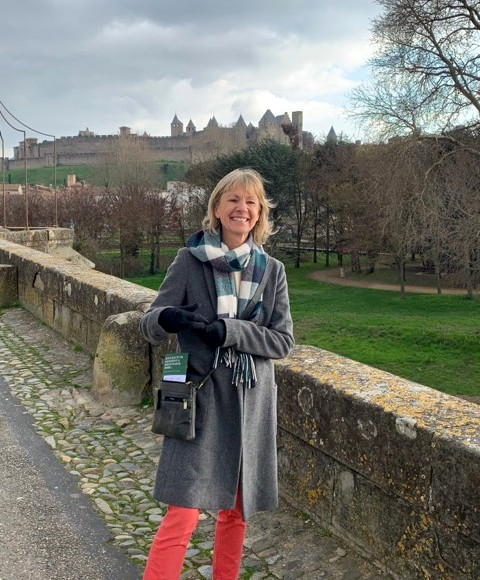
La romancière britannique, Kate Mosse, sur le Pont Vieux à Carcassonne en janvier 2020 lors du lancement de La Cité de Feu.

- La romancière britannique, Kate Mosse, sur le Pont Vieux à Carcassonne en janvier 2020 lors du lancement de La Cité de Feu.Commandeur de l'ordre de l'Empire britannique, pour services rendus à la littérature (2024)[3]
- Médaille d'honneur de la ville de Carcassonne remise par le Maire, en juin 2019[4],[5].

### Trilogie du Languedoc
- T1 - Kate Mosse (trad. Gérard Marcantonio), Labyrinthe [« Labyrinth »], Paris, Éditions JC Lattes, 2006, 592 p. (ISBN 978-2-7096-2583-8). Le Livre de Poche (2007)[12]
- T2 - Kate Mosse (trad. de l'anglais par Valérie Rosier & Denyse Beaulieu), Sépulcre : roman [« Sepulchre »], Paris, Éditions JC Lattes, 2008, 672 p. (ISBN 978-2-7096-2930-0). Le Livre de Poche (2009)
- T3 - Kate Mosse (trad. de l'anglais par Valérie Rosier), Citadelles : roman [« Citadel »], Paris, Éditions JC Lattes, 2014, 654 p. (ISBN 978-2-7096-4391-7). Le Livre de Poche (2016)

### Adaptation pour la télévision
- Labyrinthe de Christopher Smith en 2011[13].